# William Doan
William Doan (* 4. April 1792 im District of Maine, Massachusetts; † 22. Juni 1847 in Withamsville, Ohio) war ein US-amerikanischer Politiker. Zwischen 1839 und 1843 vertrat er den Bundesstaat Ohio im US-Repräsentantenhaus.

## Werdegang
Der im heutigen Maine geborene William Doan besuchte die öffentlichen Schulen seiner Heimat. Im Jahr 1812 kam er mit seinen Eltern nach Ohio, wo sich die Familie in der Nähe von Lindale niederließ. Nach einem anschließenden Medizinstudium und seiner 1818 erfolgten Zulassung als Arzt begann er in Withamsville in diesem Beruf zu arbeiten. Im Jahr 1827 ergänzte er seine medizinische Ausbildung am Ohio Medical College in Cincinnati. Politisch schloss er sich der Demokratischen Partei an. In den Jahren 1831 und 1832 saß er als Abgeordneter im Repräsentantenhaus von Ohio; von 1833 bis 1834 gehörte er dem dortigen Staatssenat an.
Bei den Kongresswahlen des Jahres 1838 wurde Doan im fünften Wahlbezirk von Ohio in das US-Repräsentantenhaus in Washington, D.C. gewählt, wo er am 4. März 1839 die Nachfolge von Thomas L. Hamer antrat. Nach einer Wiederwahl konnte er bis zum 3. März 1843 zwei Legislaturperioden im Kongress absolvieren. Die Zeit ab 1841 war von den Spannungen zwischen Präsident John Tyler und den Whigs geprägt. Außerdem wurde damals bereits über eine mögliche Annexion der seit 1836 von Mexiko unabhängigen Republik Texas diskutiert.
Im Jahr 1842 verzichtete William Doan auf eine weitere Kandidatur. Nach seiner Zeit im US-Repräsentantenhaus praktizierte er wieder als Arzt.  Er starb am 22. Juni 1847 in Withamsville.